# アトラト川
アトラト川（アトラトがわ、スペイン語: Río Atrato）は、コロンビア北西部の川。西コルディジェラ山地に源を発し、北に流れウラバ湾（ダリエン湾）に注ぐ。河口は三角州になっている。行政上はチョコ県にあり、途中で二度アンティオキア県との境になる。総延長は650キロで、チョコ県の県都キブド付近が航行上限である。
コルディジェラ山地と海岸山地のあいだの狭隘な峡谷を流れる。主な支流にトルアンド川、スシオ川、ムーリ川などがある。流域には金やプラチナの鉱山があり、川の土砂にも砂金が含まれる。
パナマ地峡を通る運河の中継地にする計画が一時期あったが、パナマ運河の開通で立ち消えになった。
流域にロス・カティオス国立公園が設置されている。